# Aeschynomene elaphroxylon
Aeschynomene elaphroxylon (Guill. & Perr.) Taub., también conocida como ambatch, "pith tree" o "balsa wood tree" es un gran arbusto o pequeño árbol perteneciente a la familia de las fabáceas.

## Distribución
A. elaphroxylon es nativa de África tropical. En general, crece en el agua y los suelos con el agua próxima, por ejemplo, ríos, lagos y pantanos en países como Ghana y Nigeria, pero se ha extendido en toda la zona tropical de África a Etiopía y Sudán, y más al sur y al este de Zimbabue.

## Descripción
Puede crecer hasta 9 m de altura, con tallos espinosos, y  pares de espinas en la base de las hojas.
Las semillas de A. elaphroxylon  se caracterizan por mantener su viabilidad después de haber sido enterradas por unos pocos años en el agua donde crece bien. Las semillas están contenidas en vainas aplanadas dispuestas en espirales erectas.  El árbol tiene nódulos fijadores de nitrógeno en su tallo. 
En Etiopía la especie se puede encontrar en el Parque nacional de Nechisar.

## Taxonomía
Aeschynomene elaphroxylon fue descrito por (Guill. & Perr.) Taub. y publicado en Die Natürlichen Pflanzenfamilien 3(3): 319. 1894.
Etimología
Aeschynomene: nombre genérico que deriva de las palabras griegas para una planta sensible utilizado por Plinio el Viejo, aischynomene, deriva de aischyno =  "vergüenza", y del latín Aeschynomene para una planta que se encoge cuando se toca, una planta sensible.
elaphroxylon: epíteto
Sinonimia
- Aedemone excelsa Kotschy
- Aedemone humilis Kotschy
- Aedemone mirabilis Kotschy
- Aeschynomene tchadica A.Chev.
- Herminiera elaphroxylon Guill. & Perr. basónimo
- Smithia elaphroxylon Baill.
- Smithia grandidieri Baill.[7]